# Złota Lipa (wieś)
Złota Lipa (ukr. Золота Липа, Zołota Łypa) – wieś na Ukrainie, w obwodzie iwanofrankiwskim, w rejonie tłumackim, nad Dniestrem.
Pod koniec XIX wieku cześć wieś Nowosiółka w powiecie tłumackim.